# Passeggero (singolo)
Passeggero è un singolo della cantautrice italiana Giordana Angi, pubblicato il 26 novembre 2021, primo estratto dal terzo album in studio Questa fragile bellezza.

## Descrizione
Dopo la pubblicazione del secondo album in studio Mi muovo, Giordana Angi pubblica il singolo Passeggero il cui significato è stato spiegato dalla stessa cantante:
(Giordana Angi)

## Accoglienza
All Music Italia riscontra un «cambio di sonorità» nelle scelte musicali della cantante dal «sapore latino», in cui «c'è al centro l’essere umano e la sua essenza».

## Video musicale
Il video, diretto da Federico Falcioni e girato a Parigi, è stato pubblicato in concomitanza con l'uscita del singolo sul canale YouTube dell'artista.

## Tracce
Testi e musiche di Giordana Angi e Antonio Iammarino.
1. Passeggero – 3:18